# Карамай (Костанайская область)
Карамай (каз. Қарамай) — упразднённое село в Мендыкаринском районе Костанайской области Казахстана. Исключено из учётных данных в 2023 году. Входило в состав Ломоносовского сельского округа. Код КАТО — 395653300.

## Население
В 1999 году население села составляло 321 человек (163 мужчины и 158 женщин). По данным переписи 2009 года, в селе проживало 107 человек (57 мужчин и 50 женщин). По данным переписи 2021 года, в селе проживало 37 человек (19 мужчин и 18 женщин).